# Heather Marks
Heather Marks (Calgary, Alberta, 25 de julho de 1988) é uma modelo canadense.